# Land- und Stadtgericht Wehlau
Das Land- und Stadtgericht Wehlau war von 1821 bis 1849 ein preußisches Land- und Stadtgericht mit Sitz in Wehlau.

## Geschichte
Das Land- und Stadtgericht Wehlau wurde 1821 aus dem Stadtgericht Wehlau und dem Justizamt Wehlau gebildet. Es war ein Gericht 2. Klasse (später: 1. Klasse) im Sprengel des Oberlandesgerichts Königsberg.
1837 umfasste der Gerichtsbezirk die Stadt Wehlau mit 3492 Gerichtseingesessenen und 109 Ortschaften mit 10.289 Gerichtseingesessenen (zusammen also 13.781 Gerichtseingesessene). Am Gericht waren ein Direktor, zwei Richter und sechs weitere Mitarbeiter beschäftigt.
Nach der Märzrevolution wurden 1849 einheitlich Kreisgerichte gebildet. In Wehlau entstand so das Kreisgericht Wehlau.